# أوسكار غارسيا (لاعب كرة سلة)
أوسكار غارسيا (بالإسبانية: Óscar García)‏ (4 مارس 1979 في إسبانيا - ) هو لاعب كرة سلة إسباني في مركز هجوم صغير الجسم. لعب مع نادي لاردة لكرة السلة.

## وصلات خارجية
- أوسكار غارسيا على موقع كلية كرة السلة في سبورتس رفرنس.كوم (الإنجليزية)
- أوسكار غارسيا على موقع بروبوليرز (الإنجليزية)